# Next Century Foundation
Die Next Century Foundation ist eine Stiftung, die als Nichtregierungsorganisation (NRO) im Vereinigten Königreich registriert ist, wo sie ihre Aktivitäten ansiedelt. Nebst ihrem Standsitz im Vereinigten Königreich hat die Stiftung zwei weitere Büros in den Vereinigten Staaten und in Irak. Sie ist sowohl den Vereinten Nationen (UN) angeschlossen wie auch beim Internal Revenue Service (IRS) in den Vereinigten Staaten von Amerika registriert. Sie wurde 1990 gegründet, um ein Forum für informelle Gespräche zwischen Palästinensern und Israelis zu schaffen. Später hat die Stiftung ihre Aktivitäten auf den Irak, Kaschmir, Kosovo, Sudan, Palästina-Israel, Iran, Ägypten, Afghanistan, Jemen, Syrien, Libyen, Zypern und seit kurzem auch auf die Ukraine ausgedehnt.

## Aktivitäten
Die Stiftung definiert sich als eine „Institution des Denkens und der Praxis“, die politische Dokumente erstellt, den Dialog zwischen den verschiedenen Konfliktparteien ermöglicht, humanitäre Hilfe unterstützt, und Räume für informelle diplomatische Gespräche bietet. Zu ihren wichtigsten Aktivitäten gehört die Teilnahme am UN-Menschenrechtsrat, für welche sie schriftliche Erklärungen zur Förderung und zum Schutz aller Menschenrechte, der bürgerlichen, politischen, wirtschaftlichen, sozialen und kulturellen Rechte, einschließlich des Rechts auf Entwicklung, abgeben. Sie geben auch andere Erklärungen, Aussagen, und Jahresberichte ab, die für teils vom Rat aufgenommen werden.
Die Stiftung organisiert regelmäßig öffentlich zugängliche Konferenzen, wobei Diskussionen über aktuelle Konflikte und internationale Verhältnisse mit globalen Experten besprochen werden. 2023 organisiert die Stiftung erneut ihre „Healing the Nations“ Konferenz, eine 10-tägige Online-Konferenz mit vierzehn öffentlichen Sitzungen, welche aktuelle Konfliktzonen und internationale Beziehungen diskutieren.
Außerdem führt die Stiftung eine interreligiöse Gruppe mit dem Namen „The Religious Affairs Advisory Council“ an, die sich mit der Bekämpfung radikaler religiöser Ideologien befasst. Die Organisation ist in verschiedenen Konfliktgebieten, insbesondere im Nahen Osten, tätig.

## International Media Awards (Internationale Medienauszeichnungen)
Die Internationalen Medienpreise sind jährliche Auszeichnungen, die von 2004 bis 2017 von der Stiftung und ihrer Tochtergesellschaft, dem Internationalen Medienrat (International Media Council), organisiert wurden. Die Organisation beabsichtigt, diese Auszeichnungen weiterzuführen, doch wie auf ihrer Website angegeben, war dies teils aufgrund der Folgen der Coronavirus-Pandemie nicht umsetzbar. Mit den Preisen werden der Mut und die Ausdauer von Journalisten, Sendern und Bloggern in der Region des Nahen Ostens gewürdigt und deren entscheidende Rolle in den internationalen Medien und der globalen Kommunikation gepriesen. Die Preise sind in die folgenden Kategorien unterteilt: „Frieden durch Medien“, „Herausragender Beitrag zum Rundfunk“, „Innovationspreis“, „Durchbruch“, „Neue Medien“, „Fotografie und Visuelle Medien“, und „Herausragender Beitrag zum Frieden“.
Die gewinnenden Journalisten und Rundfunkanstalten werden für ihre Qualitätsarbeit gepriesen, welche für ein besseres Verständnis der Weltgesellschaft und der Politik beiträgt. In der Vergangenheit konzentrierten sich die Preise vor allem auf die Region des Nahen Ostens und Südasiens.
Im Jahr 2008 wurde nebst anderen der Journalist Sharif Hikmat Nashashibi in der Kategorie „Durchbruch“ ausgezeichnet.
Im Jahr 2009 wurden die Preise erneut in London verliehen und unter anderem Oren Yakobovich von B’Tselem, Kamran Karadaghi, damals von der Zeitung Al Hayat, und Abdulrahman Abdulla von Al Sharqiya Satellite TV geehrt.
Im Jahr 2012 wurde die Arbeit von Journalisten wie Hiwa Oswan, Berater des damaligen irakischen Präsidenten Jalal Talabani, Dame Ann Leslie, langjährige Kolumnistin der Daily Mail, Sherine Tadros, Reporterin bei Al Jazeera, Gideon Levy von der Zeitung Haaretz und die Mitherausgeber des Palestine-Israel Journal, Hillel Schenker und Ziyad Abuzayyad, gewürdigt.
Im Jahr 2013 wurden unter anderen folgende Personen ausgezeichnet: Pat Lancaster (Chefredakteur des Middle East Magazine), Don McCullin, Benjamin Pogrund (südafrikanischer Anti-Apartheid-Aktivist), Mahmoud Al Yousif (bekannter bahrainischer Blogger) und George Butler (britischer Künstler).
Im Juni 2017 fand die aktuell letzte Preisverleihung statt, wobei die Next Century Foundation dabei ihr zehnjähriges Jubiläum feierte. Ein Dutzend Journalisten wurden bei dieser jüngsten Ausgabe der Auszeichnungen geehrt, darunter Christine Garabedian, Nomak Khoshnaw, Geoffrey Lean, Adel Darwish, Lyse Doucet One, Gareth Browne, Jack Merlin Watling, Iona Craig, Ohad Hemo, Fabio Scott, Mad Karam und Rogel Alpher.

## Struktur der Stiftung
Die Organisation gliedert sich in zwei Abteilungen: einer allgemeinen und einer in den Vereinigten Staaten. Zum Ausschuss der Stiftung zählen Geschäftsleute, Politiker, Journalisten und Diplomaten, die sich allgemein in Politik, Wirtschaft, und Journalismus im Nahen Osten spezialisieren. Schließlich hat die Stiftung einen regelmäßig wechselnden Mitarbeiterstab, welcher sowohl für allgemeine Administrationsaufgaben zuständig ist, als auch aktuelle Themen recherchiert und relevante Beiträge publiziert.